# دندان
دندان بافتی سخت و کلسیم است که در انسان و جانوران برای خرد کردن غذا استفاده می‌شود.

تصویری شماتیک از ساختمان و ساختار قسمت های مختلف دندان

## بررسی ساختار دندان‌ها در مهره‌داران

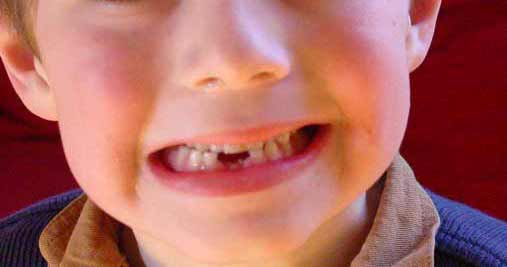
تغییر دندان در اوایل شروع سن بلوغ

دندان‌ها دارای ساختاری منظم، کوچک و سفید رنگ هستند. برخی جانوران ازجمله گوشت خواران، از دندان‌ها برای خوردن گوشت و خرد کردن استخوان شکار یا حتی دفاع از خود استفاده می‌کنند. ریشهٔ دندان‌ها را لثه پوشانده است. دندان از جنسِ استخوان نیست، بلکه از چندین بافت مختلف با چگالی و سختی متفاوت ساخته شده است. بافت‌های سلولی که در نهایت به دندان تبدیل می‌شوند از اکتودرم نشأت می‌گیرند. دندان از بخش‌های مختلفی تشکیل شده است: (از خارج به داخل)
۱. مینا ۲. عاج ۳. اتاقک پالپ و پالپ ۴. ریشهٔ دندان که هریک دارای تقسیم‌بندی‌های دیگری است. ساختار کلی دندان‌ها در مهره‌داران مشابه است، هرچند تفاوت‌هایی در شکل و موقعیت قرارگیری آن‌ها وجود دارد. دندان‌های پستانداران ریشه‌های عمیقی دارد، این الگو در بعضی ماهی‌ها و تمساح‌سانان هم یافت می‌شود. در اغلب ماهیان، دندان‌ها به سطح بیرونی استخوان متصل هستند، در حالی که در مارمولک‌ها دندان‌ها به یک سمت سطح داخلی فک متصل هستند. در غضروف‌ماهیان مثل کوسه‌ها، دندان‌ها توسط رباط‌های سخت به حلقه‌های غضروفی تشکیل‌دهندهٔ آرواره وصل می‌شوند. دندان‌ها ازجمله ویژگی‌های متمایز (و طولانی‌مدت) گونه‌های پستانداران هستند. باستان شناسان از دندان‌ها برای شناسایی گونه‌های فسیلی و تعیین روابط آنها استفاده می‌کنند. (بیشتر از دندان نیش که به‌دلیل داشتن ریشهٔ بلند و ضخیم به مدت طولانی‌تری در ساکت (در جای خود) باقی می‌ماند. شکل دندان‌های جانوران بستگی به نوع غذای آن‌ها دارد.
لاًث
ثال، غذاهای گیاهی به سختی هضم می‌شود، این گیاه خواران دندان‌های آسیای بزرگ زیادی برای جویدن و آسیاب کردن غذا دارند. از طرف دیگر گوشت‌خواران به دندان‌های نیش برای کشتن شکار و پاره کردن گوشت نیاز دارند. پستانداران دیفی دونت هستند، یعنی دو دسته دندان دارند. در انسان‌ها، اولین دسته (دندان‌های شیری) معمولاً در حدود ۶ ماهگی ظاهر می‌شوند، هرچند بعضی نوزادان در هنگام تولد یک یا چند دندان قٔابل رویت دارند که به آن‌ها دندان‌های نوزادی می‌گویند. درآمدن دندان‌ها به‌طور طبیعی در حدود ۶ ماهگی می‌باشد که می‌تواند دردناک باشد.
کانگوروها، فیل‌ها و گاو دریایی استثناهای پستانداران هستند زیپستاندارانا پلی فیودونت می‌باشند. بعضی از حیوانات فقط یک سری دندان دارند (مونوفیودوت) دپستانداران حالی که بعضی دیگر چندین سری دندان دارنپستانداران (پلی فیودونپستانداران). به عنوان مثال در کوسه‌ها، هر دو هفته، دندان‌های جدیدی برای جایگزینی دندان‌های کوسه‌هااییده شده رشد می‌کند. دندان پیش جوندگان به‌طور مستمر رشد می‌کند تا طول دندان‌ها که در حین جویدن ساییده می‌شوند نسبتاً ثابت بماند. بیشتر جوندگان مانند موش و خوکچه هندی، خرگوش‌علاوه بر دندان‌های پیش، دندان‌های آسیاشان هم مداوم رشد می‌کنند.
دندان‌ها همیشه به آرواره متصل نیستند مثل دندان‌های پستانداران که در یک دوره ای همهٔ دندان‌ها می‌افتند و سپس دندان‌های جدیدی جایگزین آن‌ها می‌شود.
در بیشتر خزندگان و ماهی‌ها، دندان‌ها به کام یا کف دهان متصل شده‌اند و ردیف‌های اضافی داخل فک به وجود آورده‌اند. بعضی ماهیان دندان‌هایی در حلق خود دارند.
مقیاس دندانی کوسه‌ها تقریباً در ساختار یکسان است و به احتمال زیاد منشأ تکاملی یکسانی دارند. در واقع، به نظر می‌رسد دندان‌ها اولین بار در کوسه‌ها به تکامل رسیده‌اند و در بی آروارگان اولیه وجود نداشته‌اند – در صورتی‌که مارماهی ساختارهای دندان مانند بر روی زبان خود دارد، در واقع، آن‌ها ترکیبات کراتینی هستند و عاج و مینای دندان نداشته و هیچ رابطه‌ای با دندان‌های واقعی ندارند. اگرچه ساختارهای دندانی شکل پیشرفته با عاج دندان و مینای دندان در اواخر دوره قیف دندانان (کنودونت‌ها) دیده شده‌اند، امروزه فرض می‌شود که آن‌ها به‌طور مستقل از دندان‌های مهره‌داران تکامل یافته‌اند.
از آنجایی که دوزیستان غذاهای نرم می‌خورند، معمولاً دندان‌های کوچکی دارند یا اصلاً دندان ندارند. در خزندگان، دندان‌ها معمولاً ساده بوده و مخروطی شکل هستند، اگر چه تفاوت‌هایی در بین گونه‌ها وجود دارد، مهم‌ترین آن‌ها دندان‌های نیش مارها برای تزریق سم می‌باشد. الگوی دندان‌های پیش، نیش، آسیای کوچک و آسیای بزرگ، به درجات مختلف، تنها در پستانداران و در اجداد تکامل یافته آنها، دیده می‌شود. تعداد این نوع دندان‌ها در بین گونه‌ها متفاوت است؛ علم جانورشناسی از یک فرمول دندانی استاندارد برای توصیف دقیق الگوهای دندانی هر گروه از موجودات استفاده می‌کند.

## انواع دندان‌ها
هر فرد در دوره زندگی اش دارای دو سری دندان می‌شود: دندان‌های شیری و دندان‌های دایمی

### دندان‌های شیری (Deciduous Teeth)
تعداد دندان‌های شیری ۲۰ عدد است که به‌طور مساوی در هر فک جای می‌گیرد. پس از مدتی ۳۲ دندان دائمی به مرور جایگزین دندان‌های شیری می‌گردند. از آنجا که دندان‌های شیری پایه و اساس دندان‌های اصلی و دائمی هستند، مراقبت از آن‌ها و رعایت اصول بهداشت دهان و دندان ضروری می‌باشد. این دندان‌ها ۲۰ عدد (۱۰ عدد در هر آرواره) می‌باشد که در نیمه هر آرواره دو دندان پیشین، یک دندان نیش، دو دندان آسیاب کوچک قرار گرفته است. تکامل دندان‌های شیری از دوره جنینی شروع می‌شود و درآمدن آن‌ها پس از تولد نوزاد و از شش ماهگی شروع می‌شود.

### دندان‌های دائمی (Permanent Teeth)
این دندان‌ها ۳۲ عدد (۱۶ عدد در هر آرواره) می‌باشند که در نیمه هر آرواره دو دندان پیشین، یک عدد دندان نیش، دو دندان آسیای کوچک و سه دندان آسیای بزرگ قرار دارد. رویش دندان‌های دایمی از شش ماهگی شروع می‌شود و آخرین دندان‌های آسیای بزرگ به نام دندان‌های عقل در سنین ۲۰ سالگی در می‌آیند.

دندان‌های پیشین:به چهار دندان جلویی در فک بالا و پائین (جمعاً ۸ دندان)، دندان‌های پیشین گفته می‌شود. دندان‌های پیشین بزرگ، تخت و دارای لبه تیز و باریک هستند که برای بریدن لقمهٔ غذا کاربرد دارند. دندان‌های پیشین، تک ریشه‌ای هستند.

دندان‌های نیش:در طرفین دندان‌های پیشین، دندان‌های نیش قرار دارند. شکل و ساختار آن‌ها ضخیم و برجسته است که منتهی به یک سر تیز و برنده می‌شوند. این دندان‌ها برای بریدن قطعات گوشت بسیار مناسب هستند .

دندان‌های آسیای کوچک: کنار هر دندان نیش، دو دندان آسیای کوچک (جمعاً ۸ عدد) قرار دارند که فاصله بین دندان‌های نیش تا آسیای بزرگ را پر می‌کنند. سطح روی آن‌ها پهن و تخت و لبه‌های آن‌ها تیز و عاج دار می‌باشد. دندان‌های آسیای کوچک کنار نیش‌ها، دو ریشه‌ای و دندان‌های آسیای کوچک کنار آسیاهای بزرگ، تک ریشه‌ای هستند. در فک پایین، تمامی دندان‌های آسیای کوچک، تک ریشه‌ای می‌باشند.

دندان‌های آسیای بزرگ: سه دندان آخر در طرفین فک‌های بالا و پایین، دندان‌های آسیای بزرگ هستند که تعداد آن‌ها جمعاً به ۱۲ عدد می‌رسد که به ترتیب آسیای اول، دوم و سوم نامیده می‌شوند. دندان‌های آسیای اول، دقیقاً کنار دومین دندان آسیای کوچک قرار دارد و به دندان‌های آسیای شش سالگی هم معروف می‌باشد.

دندان عقل:دندان‌های آسیای بزرگ سوم که به دندان عقل نیز معروف می‌باشند، در انتهای فک‌ها واقع شده‌اند و معمولاً بین ۱۶ تا ۲۰ سالگی شروع به درآمدن می‌کنند. از آنجایی که دندان‌های عقل، آخرین دندان‌هایی هستند که در می‌آیند، عمدتاً روی فک جای کافی برای رشد آن‌ها باقی نمی‌ماند. اگر دندان‌ها به هم فشرده و فک کوچک باشد، ممکن است دندان‌های عقل زیر دندان‌های دیگر یا استخوان فک نهفته شوند. اگر تنها قسمتی از دندان عقل دربیاید، ایجاد درد و ناراحتی خواهد کرد که در آن صورت باید با جراحی از دهان خارج شود. بین دندان‌های عقل و آسیای بزرگ اول، دندان‌های آسیای بزرگ اول دندان‌های آسیای بزرگ دوم یا دندان‌های آسیای دوازده سالگی وجود دارد. دندان‌های آسیای بزرگ، دندان‌های درشتی هستند که سطح آن‌ها پهن بوده و برای آسیا کردن و جویدن غذا کاربرد دارند. آسیابهای بزرگ واقع بر روی فک بالایی، ریشه‌های مجزا دارند، ولی دندان‌های آسیای بزرگ فک پایینی، دو ریشه‌ای هستند.

## پستانداران

### خوک خاکی
در خوک خاکی، دندان‌ها فاقد مینا هستند و تعداد زیادی لوله‌های خمیری دارند، از این رو به آنان راسته آفریقاددان اوریکتروپودیدا می‌گویند.

### سگ سانان
در سگ‌ها، احتمالاً دندان‌ها کمتر از دندان‌های انسان‌ها دچار پوسیدگی می‌شوند زیرا بزاق سگ‌ها PH بسیار بالایی دارد و مینای دندان را حفظ می‌کند.

### آب بازان
مانند دندان‌های انسان، دندان‌های وال برآمدگی‌های پلیپ مانندی بر روی سطح ریشه دندان دارند. این پلیپ‌ها در هر دو گونه، از مواد سیمانی ساخته شده است اما در دندان‌های انسان‌ها برآمدگی‌ها روی سطح بیرونی ریشه قرار دارند در حالیکه در وال‌ها برآمدگی در داخل حفره پالپ قرار دارد. در حالیکه سطح بیرونی ریشه دندان‌های انسان‌ها سیمانی است، وال‌ها ماده سیمانی را در سطح داخلی دندان‌های خود با لایه کمی از مینا بر روی نوک آن دارند. این مقدار کم مینا فقط در وال‌های پیر، در جایی که ماده سیمانی ساییده شده و مینای لایه زیرین بیرون آمده، دیده می‌شود.
نهنگ دندانه دار از راسته آب بازان می‌باشد و با داشتن دندان توصیف می‌شود. دندان‌ها در میان گونه‌ها متفاوت هستند. می‌توانند بسیار زیاد باشند، بعضی از دلفین‌ها بالای ۱۰۰ دندان در آرواره‌های خود دارند. از طرف دیگر، شبه‌نهنگ‌های تک‌شاخ عاج‌های تک شاخ مانند بزرگ دارند، این دندان از میلیون‌ها مسیر حسی تشکیل شده و برای سنجش در حین تغذیه، راه‌یابی و جفتگیری استفاده می‌شود. این دندان، پیچیده‌ترین دندان عصبی شناخته شده است. نهنگ منقاریان تقریباً بدون دندان هستند و دندان‌های عجیب و غریب تنها در نرها دیده می‌شوند. این دندان‌ها ممکن است برای تغذیه، نشان دادن پرخاشگری و نمایشگری استفاده شوند.

### اسب
اسبهای بزرگسال بین ۳۶ تا ۴۴ دندان دارند. لایه‌های دندانی و مینای دندان در آن‌ها درهم تنیده است. همه اسب‌ها ۱۲ دندان آسیای کوچک و ۱۲ دندان پیش دارند. به‌طور کلی، اسب‌های نر ۴ دندان نیش بین دندان‌های آسیا و پیش خود دارند. تعداد کمی از اسب‌های ماده (کمتر از ۲۸٪) دندان‌های نیش دارند، آن‌ها یک یا دو تا هستند و بیشتر اوقات تنها بخشی از آن‌ها جوانه می‌زنند. تعداد کمی از اسب‌ها یک یا چهار دندان گرگی (میخی) دارند که بازمانده‌های ژنتیکی دندان‌های آسیای کوچک هستند، بیشتر آن‌ها تنها یک یا دو تا از این دندان‌ها دارند. داشتن این دندان‌ها در اسب‌های نر و ماده رایج است و بیشتر در فک بالا وجود دارند. این دندان‌ها می‌توانند باعث آزار اسب در هنگام لگام زدن شوند؛ بنابراین، دندان‌های گرگی معمولاً برداشته می‌شوند.
دندان‌های اسب برای تخمین سن نیز استفاده می‌شوند. بین تولد و ۵ سالگی به وسیلهٔ مشاهده الگوی جوانه زدن دندان‌های شیری و سپس دندان‌های دائمی می‌توان سن را خیلی نزدیک تخمین زد. در پنج سالگی، تمام دندان‌های دائمی معمولاً جوانه زده‌اند. می‌توان گفت که اسب‌ها دهان «کاملی» دارند. بعد از پنج سالگی، سن را فقط با الگوی پوشش دندان‌های پیش، شکل آن‌ها و زاویه‌ای که می‌گیرند و دیگر فاکتورها می‌توان تخمین زد. پوشش دندان‌ها ممکن است تحت تأثیر رژیم غذایی، ناهنجاری‌های طبیعی یا گاز گرفتن آخور باشد. دو اسب با سن یکسان ممکن است الگوی پوشش دندانی متفاوت داشته باشند.
دندان‌های پیش، آسیای کوچک و آسیای بزرگ اسب‌ها یکبار به‌طور کامل رشد می‌کنند و در صورت ساییده شدن در هنگام جویدن به رشد خود ادامه می‌دهند. اسب‌های جوان بزرگسال دندان‌هایی به اندازه ۴٫۵ تا ۵ اینچ با تاج باقی‌مانده در حفره دندانی زیر لثه، خواهند داشت. به عنوان تعیین سن، بقیه دندان‌ها در حدود ۸/۱ اینچ در هر سال، به آرامی از فک ظاهر خواهند شد. زمانی که حیوانات به سن پیری برسند، تاج دندان‌ها خیلی کوتاه می‌شوند و دندان‌ها اغلب باهم از بین می‌روند. اسب‌های خیلی پیر، اگر دندان‌های آسیا نداشته باشند، به منظور تهیه غذای مناسب برای آنها، لازم است که علوفه را از زمین برداشته و در آب خیس کنند تا غذای نرمی ایجاد شود.

### فیل سانان

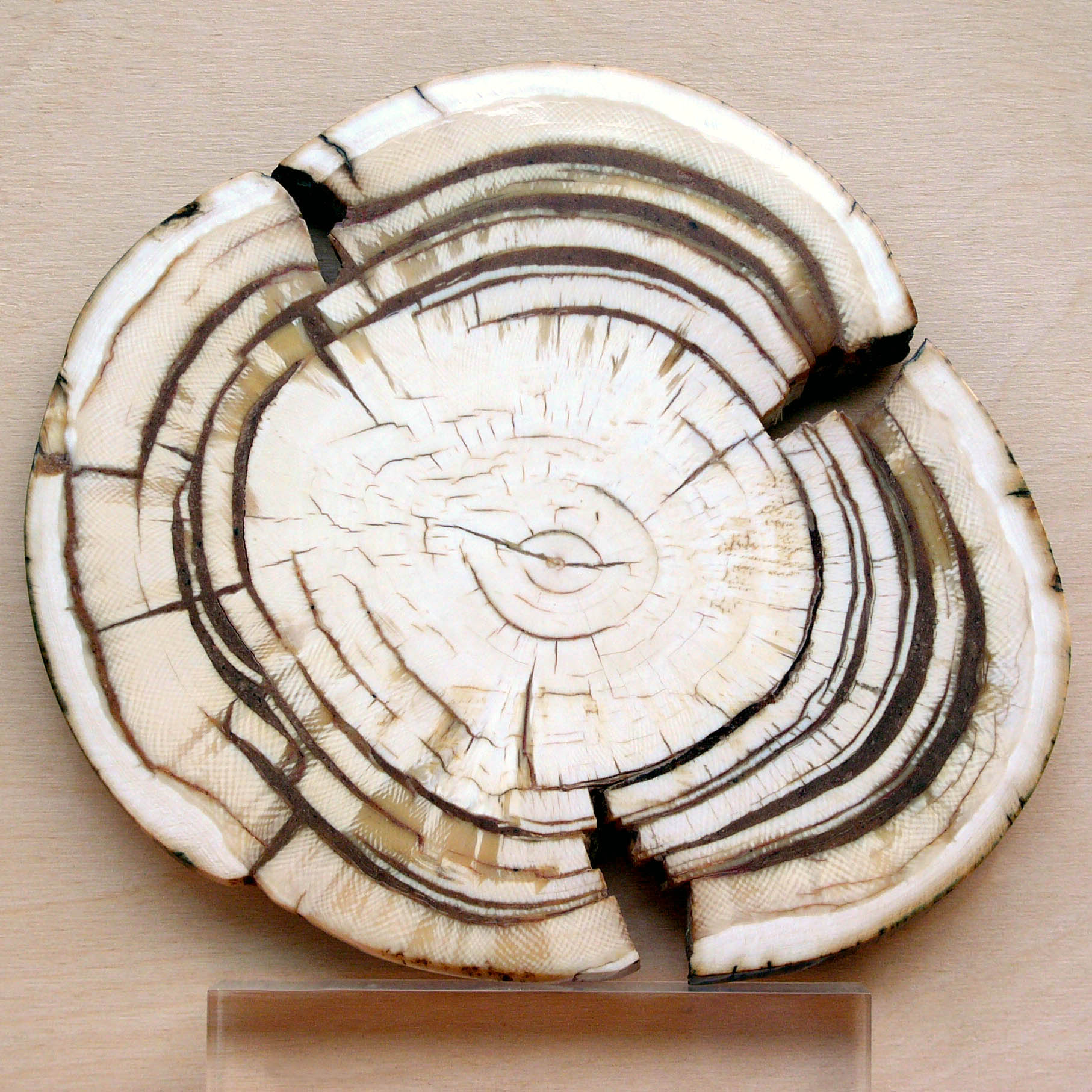
برشی از دندان عاجی ماموت

عاج فیلها دندان‌های پیش مخصوص برای بلند کردن غذا و جنگیدن هستند. بعضی از دندان‌های فیل شبیه دندان‌های گاو دریایی هستند و این نکته قابل توجه است که فیل‌ها در تکامل خود تحت فاز آبزیان نیز بوده‌اند.
فیل‌ها ۴ دندان آسیای بزرگ، در هر طرف فک بالا و پایین خود دارند. تا سن ۴۰ سالگی این دندان‌ها با دندان‌های آسیای بزرگتر جایگزین می‌شوند. دندان‌های آسیای بزرگ جدید هنگامیکه قدیمی‌ها می‌افتند، از عقب فک به جلو حرکت می‌کنند. سری نهایی دندان‌های آسیای بزرگ حدود بیست سالگی می‌افتند.

### خرگوش
خرگوش و دیگر خرگوش سانان معمولاً دندان‌های شیری خود را قبل از تولد (یا خیلی زود بعد از تولد) می‌ریزند و با دندان‌های دائمی به دنیا می‌آیند. دندان‌های خرگوش‌ها متناسب با نوع غذای آن‌ها که طیف گسترده‌ای از سبزیجات است، می‌باشد. دندان‌های خرگوش‌ها در تمام عمر رشد می‌کنند زیرا غذاها باعث سایش آن‌ها می‌شوند. به‌طور کلی خرگوش‌ها ۶ دندان پیش، سه دندان آسیای کوچک بالایی، سه دندان آسیای بزرگ بالایی، دو دندان آسیای کوچک پایینی و دو دندان آسیای بزرگ پایینی در هر طرف دارند. آن‌ها دندان نیش ندارند. سه تا چهار میلی‌متر از دندان‌های پیش هر هفته سابیده می‌شوند، در حالیکه دندان‌های عقبی در طول یک ماه به همان مقدار ساییده می‌شوند.
دندان‌های پیش و دندان‌های گونه‌ای خرگوش‌ها آرادیکولار هیپسودونت نامیده می‌شوند. این دندان‌ها گاهی اوقات با عنوان دندان الدونت نامبرده می‌شوند. این دندان‌ها دائماً در حال رشد و جوانه زدن هستند. جوانه زدن و رشد دندان‌ها با سایش آن‌ها به وسیلهٔ جویدن و فیبر بالای ماده غذایی در تعادل می‌باشند.

### جوندگان
دندان‌های پیش جوندگان در طول عمرشان دائماً رشد می‌کنند، به این فرایند آرادیکولار می‌گویند. بر خلاف انسان‌ها که سلول‌های آملوبلاست بعد از توسعه دندان‌ها می‌میرند، جوندگان دائماً در حال تولید مینا هستند و باید دندان‌های خود را با مواد مختلف بسابند و کوتاه کنند. این دندان‌ها برای بریدن چوب، جویدن پوست میوه‌ها یا برای دفاع استفاده می‌شوند. دندان‌ها در روی خود، مینا و در داخل، عاج دارند، بنابراین در طول جویدن تیز می‌شوند. از طرف دیگر دندان‌های آسیای بزرگ در حال رشد دائمی در بعضی از گونه‌های جوندگان دیده می‌شوند مثل موش صحرایی و خوکچه هندی. تنوع در دندان‌های جوندگان وجود دارد اما عموماً، جوندگان فاقد دندان‌های نیش و آسیای کوچک بوده و فاصله‌ای بین دندان‌های پیش و آسیای بزرگ خود دارند که ناحیه دیاستما نامیده می‌شود.

### گاو دریایی
دندان‌های گاو دریایی پلی فیودونت هستند و دندان‌های آسیای بزرگ فک پایین آن‌ها جدا از آرواره رشد یافته‌اند و با پوسته استخوانی جداگانه از بافت نرم روکش شده‌اند.

### گراز دریایی
عاج‌های گراز دریایی دندان‌های نیشی هستند که در تمام عمر رشد می‌کنند.

## ماهی

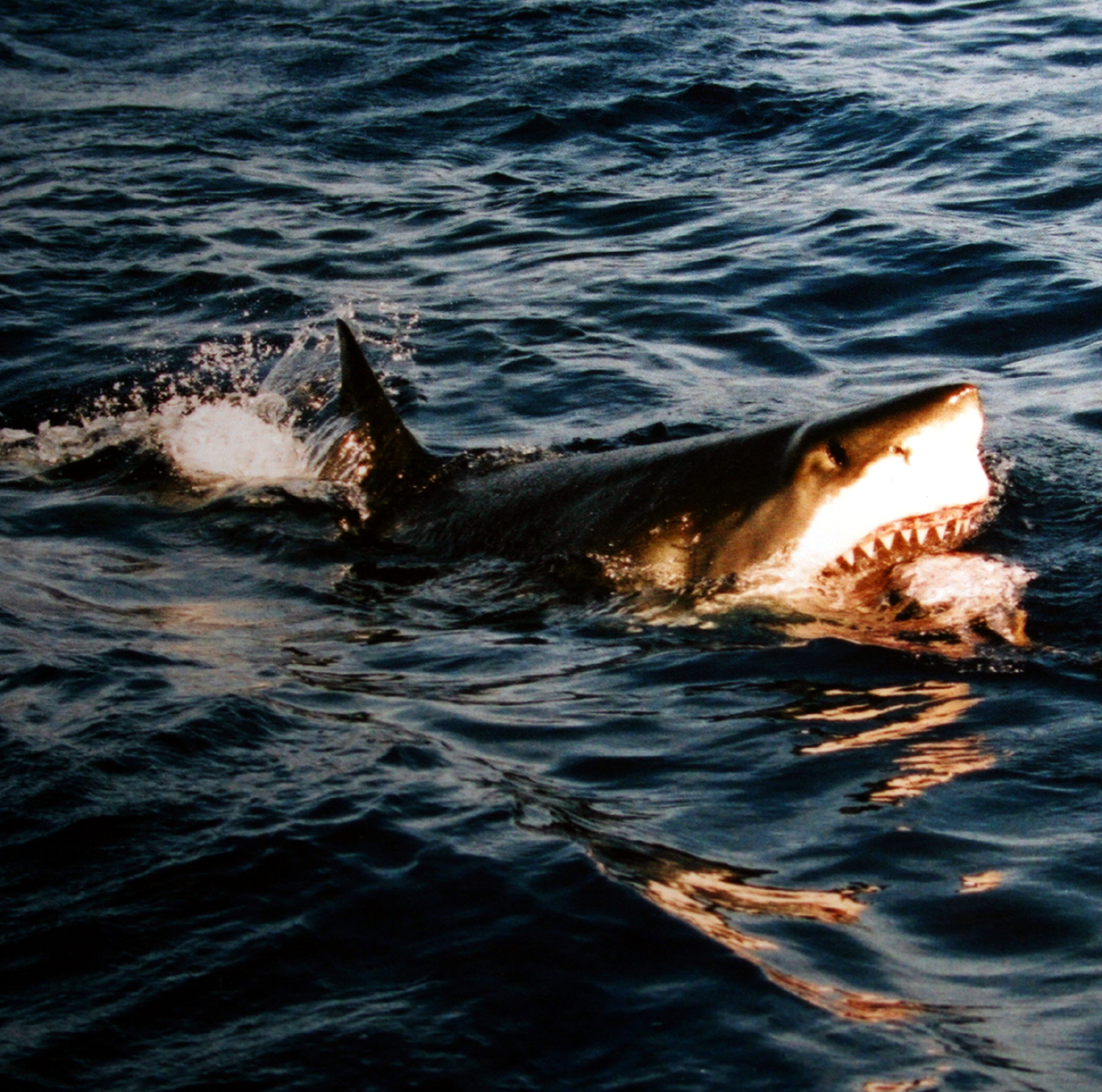
دندان‌های کوسه بزرگ سفید

ماهی‌هایی مثل کوسه‌ها، ممکن است دندان‌های بسیاری در تمام عمر خود داشته باشند. جایگزینی چندباره دندان‌ها باعث شده آن‌ها را پلی فیودونت بنامند.

## خزندگان
دندان‌های خزندگان در طول عمرشان دائماً در حال جایگزینی هستند. تمساح سانان نوجوان هر ماه دندان‌های خود را با دندان بزرگتری جایگزین می‌کنند. در هنگام بزرگسالی، دوره جایگزینی دندان می‌تواند به هر دو سال یک بار یا حتی بیشتر تبدیل شود. به‌طور کلی، تمساح سانان ممکن است از ۳۰۰۰ دندان از تولد تا مرگ خود استفاده کنند. دندان جدید داخل دندان قدیمی ایجاد می‌شود.

## تشکیل سنگواره و سنگواره‌شناسی
به دلیل اینکه دندان‌ها مقاوم هستند، در نبود استخوان محفوظ می‌مانند و نشان دهنده نوع غذای میزبان می‌باشند، برای باستان شناسان و دیرینه شناسان بسیار ارزشمند هستند. ماهی‌های اولیه مثل پستانک دندانان پوسته‌های مرکب عاج و مواد مینا مانند داشتند و نشان می‌دهند که منشأ دندان‌ها پوسته می‌باشد که در دهان باقی مانده‌اند. ماهی‌های اولیه در اواخر دوره کامبرین، در اسکلت خارجی خود عاج داشتند که ممکن است از آن‌ها برای دفاع یا سنجش محیط اطراف خود استفاده می‌کردند. عاج دندان سخت‌تر از باقی قسمت‌های دندان است و از الیاف کلاژنی محکم شده با هیدروکسی آپاتیت تشکیل شده است.
کلسیم‌گیری، مینای دندان را از بین می‌برد و فقط مواد آلی داخلی آن شامل عاج و ماده سیمانی را باقی می‌گذارد. مینا به سرعت در مواد اسیدی کلسیم از دست می‌دهد، شاید توسط اسیدهای گیاهی یا محلول‌های دیاژنیکی یا درون شکم مهره‌داران درنده حل شود. مینا می‌تواند به وسیلهٔ سایش یا پوسته پوسته شدن نیز از بین برود و از بین رفتن آن قبل نابود شدن عاج یا استخوان در حین پروسه فسیل شدن می‌باشد. در این صورت، اسکلت دندان‌ها متشکل از عاج با یک حفره توخالی می‌باشد. بخش آلی عاج، توسط مواد قلیایی از بین می‌رود.